# Pertes humaines pendant la Première Guerre mondiale
Pour les morts de la Seconde Guerre mondiale, voir Pertes humaines pendant la Seconde Guerre mondiale.

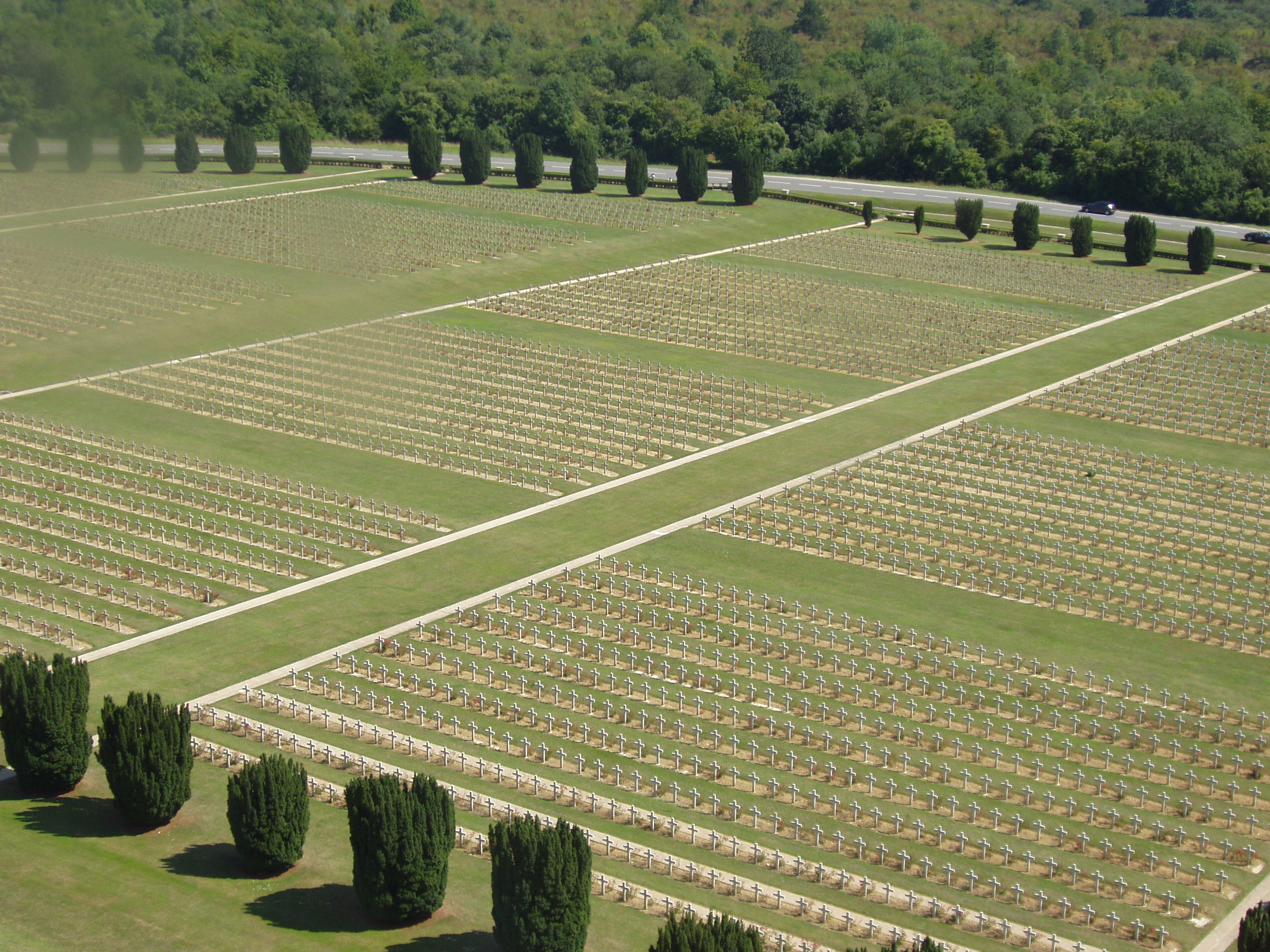
Cimetières militaires à Douaumont (France).

Les pertes humaines de la Première Guerre mondiale s'élèvent à environ 18,6 millions de morts. Ce nombre inclut 9,7 millions de morts pour les militaires et 8,9 millions pour les civils. Les Alliés de la Première Guerre mondiale comme les Empires centraux perdent approximativement plus de neuf millions de vies chacun. Les morts de la grippe espagnole, que les mouvements de troupes et de travailleurs pendant la guerre ont contribué à propager, ne sont pas comptées, mais les pertes militaires pour cause de « maladie » dans l'année 1918 incluent certainement cette cause.

## Classification des statistiques
Le nombre des pertes estimées pour la Première Guerre mondiale varie énormément. En plus des incertitudes sur les documents d'époque, les sources peuvent avoir des conceptions différentes de la bonne façon de catégoriser les victimes. Les pertes militaires comptabilisées ici incluent les morts au combat, les morts par accidents, maladies ainsi que les morts en captivité. Le tableau liste le total des morts, les notes donnent une répartition entre les pertes pendant les combats et les pertes hors combats. Les trois quarts des pertes au combat ont été attribuées à l'artillerie seule. La plupart des pertes civiles de la Première Guerre mondiale sont dues aux famines et aux maladies. De plus, le nombre des civils morts dans l'Empire ottoman inclut les 1,5 million de morts du génocide arménien.
Les morts dues à la grippe espagnole ne sont normalement pas  comptabilisées ici, bien qu'il ne soit pas toujours possible de les isoler. Ainsi, les 116 516 morts de l'Armée des États-Unis présentées ici incluent 63 114 morts de maladie comprenant vraisemblablement pour partie des morts de cette épidémie. En comparaison, le nombre de morts au combat est de 53 402.
Le nombre de victimes de cette pandémie est de 549 000 décès aux États-Unis, premier pays touché et évalué par une étude à 2 300 000 pour 14 pays représentant 75 % de la population de l'Europe occidentale dont 240 000 morts en France, 153 000 au Royaume-Uni, 426 000 en Allemagne (donc vraisemblablement environ 4 000 000 pour l'ensemble de l'Europe en comprenant l'Autriche-Hongrie, les autres pays d'Europe orientale et la Russie).

## Pertes par pays

Pertes militaires alliées par pays.

| Diagramme circulaire indiquant la proportion de militaires morts selon le pays d’appartenance, au sein de la coalition des Empires centraux. Ces proportions sont à appliquer à un total d'environ 4 millions pour cette coalition. En fonction des données ci-contre, ces proportions sont à corriger en partie : - Allemagne : 50,6 % ; - Autriche-Hongrie : 27,3 % ; - Empire ottoman : 19,9 % ; - Bulgarie : 2,2 %. |

| Puissances alliées                          | Population (en millions) | Morts militaires | Morts civils  | Total      | Blessés militaires |
| ------------------------------------------- | ------------------------ | ---------------- | ------------- | ---------- | ------------------ |
| Australie                                   | 4,5                      | 61 928           |               | 61 928     | 152 171            |
| Royaume de Belgique                         | 7,4                      | 42 987           | 62 000        | 104 987    | 44 686             |
| Canada                                      | 7,2                      | 64 944           | 2 000         | 66 944     | 149 732            |
| États-Unis                                  | 92                       | 116 708          | 757           | 117 465    | 205 690            |
| France                                      | 39,6                     | 1 397 800        | 300 000       | 1 697 800  | 4 266 000          |
| Royaume de Grèce                            | 4,8                      | 26 000           | 150 000       | 176 000    | 21 000             |
| Raj britannique                             | 315,1                    | 74 187           |               | 74 187     | 69 214             |
| Royaume d'Italie                            | 35,6                     | 651 010          | 589 000       | 1 240 010  | 953 886            |
| Empire du Japon                             | 53,6                     | 14 000           |               | 14 000     | 907                |
| Royaume du Monténégro                       | 0,5                      | 3 000            |               | 3 000      | 10 000             |
| Nouvelle-Zélande                            | 1,1                      | 18 050           |               | 18 050     | 41 317             |
| Terre-Neuve                                 | 0,2                      | 1 204            |               | 1 204      | 2 314              |
| Portugal                                    | 6,0                      | 7 222            | 82 000        | 89 222     | 13 751             |
| Royaume de Roumanie                         | 7,5                      | 250 000          | 430 000       | 680 000    | 120 000            |
| Empire russe                                | 158,9                    | 1 811 000        | 1 500 000     | 3 311 000  | 4 950 000          |
| Royaume de Serbie                           | 4,5                      | 450 000          | 800 000       | 1 250 000  | 133 148            |
| Union d'Afrique du Sud                      | 6,0                      | 9 463            |               | 9 463      | 12 029             |
| Royaume-Uni de Grande-Bretagne et d'Irlande | 45,4                     | 885 138          | 109 000       | 994 138    | 1 663 435          |
| Total (Puissances alliées)                  | 789,9                    | 5 696 056        | 3 674 757     | 9 370 813  | 12 809 280         |
| Empires centraux                            | Population (en millions) | Morts militaires | Morts civiles | Total      | Blessés militaires |
| Autriche-Hongrie                            | 51,4                     | 1 100 000        | 467 000       | 1 567 000  | 3 620 000          |
| Royaume de Bulgarie                         | 5,5                      | 87 500           | 100 000       | 187 500    | 152 390            |
| Empire allemand                             | 64,9                     | 2 036 897        | 426 000       | 2 462 897  | 4 247 143          |
| Empire ottoman                              | 21,3                     | 800 000          | 4 200 000     | 5 000 000  | 400 000            |
| Total (Empires centraux)                    | 143,1                    | 4 024 397        | 5 193 000     | 9 217 397  | 8 419 533          |
| Pays neutres                                |                          |                  |               |            |                    |
| Royaume de Danemark                         | 2,7                      |                  | 722           | 722        |                    |
| Luxembourg                                  | 0,3                      | -                | -             | -          | -                  |
| Norvège                                     | 2,4                      | -                | 1 892         | 1 892      |                    |
| Suède                                       | 5,6                      | -                | 877           | 877        |                    |
| Total général                               | 941                      | 9 720 453        | 8 871 248     | 18 591 701 | 21 228 813         |

### Sources du tableau
Les principales sources utilisées pour les pertes civiles et militaires sont les suivantes :
- (en) Le rapport 2006-2007 de la Commonwealth War Graves Commission[30] est la source pour les pertes militaires du Royaume-Uni, l'Australie, la Nouvelle-Zélande, le Canada, l'Afrique du Sud et le Raj britannique. Les totaux listés dans le rapport sont basés sur les recherches de la Commonwealth War Graves Commission pour identifier et commémorer les morts du Commonwealth. Les totaux incluent les tués, les disparus au combat, les morts de blessures tout comme celles dues aux maladies, aux accidents, les morts de prisonniers de guerre, les morts entre 1919 et 1921.
- (en) Statistics of the Military Effort of the British Empire During the Great War 1914-1920, War Office mars 1922. Ce rapport liste la mort de 908 371 soldats tués ou disparus au combat, morts de blessures et morts de prisonniers de guerre entre 1914 et 1918. Les chiffres du rapport du War Office pour le Royaume-Uni et les dominions sont listées dans les notes de bas de pages. Les pertes de la Bulgarie et du Portugal sont listées sur le rapport du War Office (dans : Statistics of the Military Effort of the British Empire During the Great War 1914-1920, p. 352-354).
- (en) Casualties and Medical Statistics, 1931, le dernier volume d'Official Medical History of the War, donne une estimation des pertes de l'Empire britannique par cause de mort. Le total des pertes sur le théâtre des combats entre 1914 et 1918 sont de 876 084 dont 418 361 tués, 167 172 morts de blessures, 113 173 morts de maladies ou de blessures, 161 046 disparus ou présumés morts et 16 332 morts en captivité. Ces pertes ne sont pas reportées pour le Royaume-Uni et chaque dominion (dans : Mitchell, p. 12).
- (fr) Michel Huber, La Population de la France pendant la guerre, Paris, 1931. Cette étude publiée par le Carnegie Endowment for International Peace liste les morts et disparus de la France et de ses colonies.
- (it) Giorgo Mortara, La Salute pubblica in Italia durante e dopo la Guerra, Nhbew Haven: Yale University Press, 1925. Les statistiques officielles du gouvernement italien y sont listées. On peut trouver un bref résumé de ce rapport en ligne (volume 13, no 15).
- (en) Boris Urlanis, Wars and Population, Moscow, 1971. Cet ouvrage liste les pertes militaires russes, grecques, serbes et monténégrines (dans : Urlanis, p. 209).
- (de) Heeres-Sanitätsinspektion im Reichskriegsministeriums, Sanitätsbericht über das deutsche Heer, (Deutsches Feld- und Besatzungsheer), im Weltkriege 1914-1918, Volume 3, Sec. 1, Berlin, 1934. Cet ouvrage liste les pertes allemandes.
- (en) Leo Grebler/Wilhelm Winkler, The Cost of the World War to Germany and Austria-Hungary, Yale University Press, 1940. Cette étude publiée par le Carnegie Endowment for International Peace détaille les pertes pour l'Autriche-Hongrie et l'Allemagne.
- (en) Edward J. Erickson, Ordered to Die: A History of the Ottoman Army in the First World War, Greenwood, 2001  (ISBN 0313315167).
- (fr) Liebmann Hersch, « La Mortalité causée par la guerre mondiale », Metron, The International Review of Statistics, 1927, Vol 7, no 1. Détaille l'impact démographique de la guerre sur la France, le Royaume-Uni, l'Italie, la Belgique, le Portugal, la Serbie, la Roumanie et la Grèce.
- (en) Spencer C. Tucker, éd, The European Powers in the First World War: An Encyclopedia, Garland Publishing, New York, 1996. Ce livre est la source principale pour les blessés militaires.
- (en) Philip J. Haythornthwaite, The World War One Source Book Arms and Armour, 1993, 412 pages,  (ISBN 1854091026). Ce livre est la source pour les données démographiques.

## Pertes humaines selon les frontières modernes

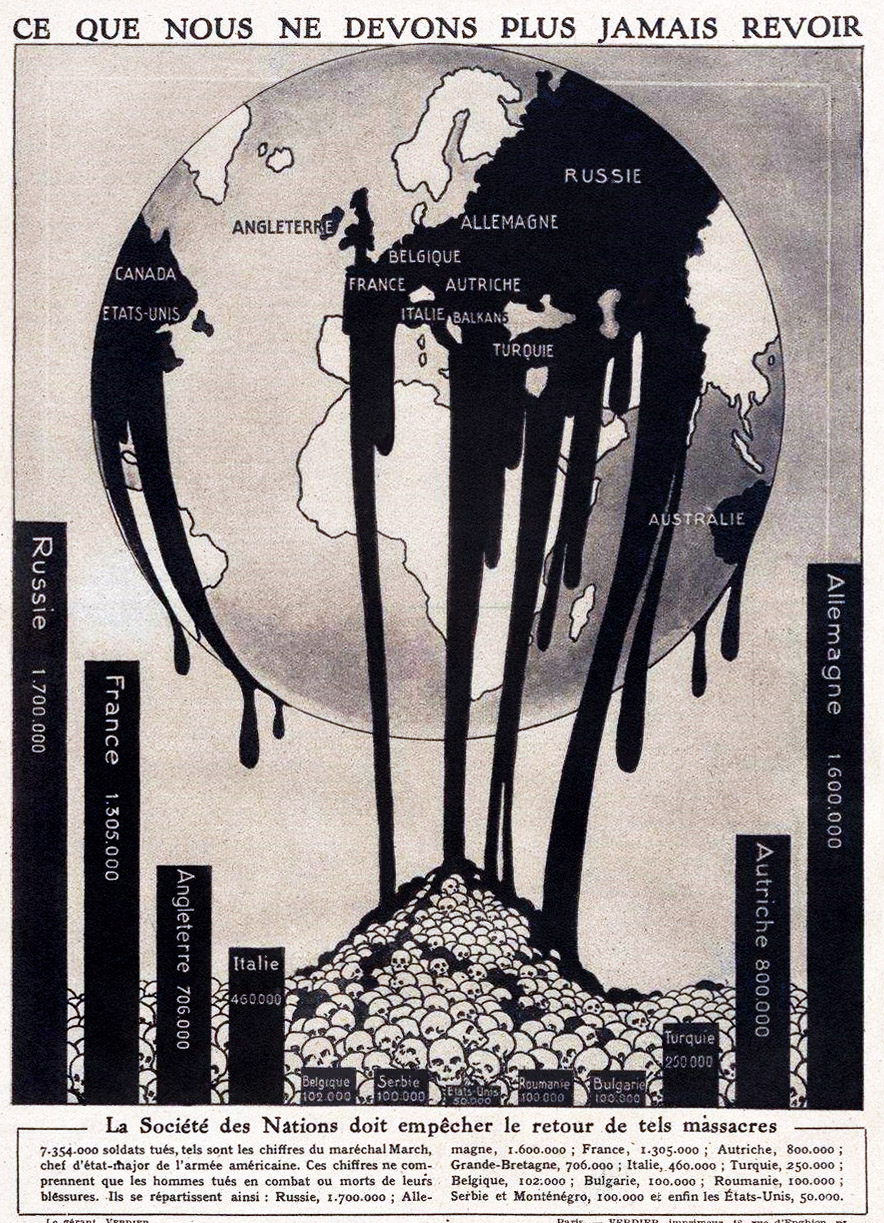
L'un des premiers récapitulatifs sur les pertes humaines de la Grande Guerre, publié en mars 1919 pendant les négociations de paix à Versailles.

La guerre a impliqué des empires multi-ethniques comme la Grande-Bretagne, la France, l'Allemagne, la Russie, l’Autriche-Hongrie et la Turquie. Les groupes ethniques divers des empires coloniaux ont été enrôlés pour le service militaire.

### Afrique
Dans  son livre L’engrenage de la Grande Guerre (Karthala, 2013), l’historien Marc Michel estime qu’entre 1,5 million et 2 millions d’Africains sont morts dans leur pays des mauvaises conditions sanitaires : « Les maladies, la faim, les pillages (…) décimèrent les populations et désorganisèrent les économies anciennes », les ponctions de populations par les Belges, les Britanniques et les Allemands dans l’actuel Rwanda contribuant ainsi « de façon décisive au déclenchement de la grande famine appelée Rumanura »,.

### Autriche
Les estimations ont été faites par un journaliste russe dans un manuel de 2004 sur les pertes en vies humaines durant le XXe siècle : nombres de morts : 175 000 incluant 120 000 pertes militaires avec les forces austro-hongroises et les 30 000 morts en captivité. Les civils morts à cause de la famine et des maladies sont de 25 000.

### Royaume de Belgique
Le Royaume de Belgique a perdu 42 987 militaires, 62 000 civils, soit un total de 104 987 victimes. Il y eut aussi 44 686 militaires blessés.
Sa colonie, le Congo Belge (aujourd'hui la République démocratique du Congo) a subi d'importantes pertes lors de la campagne est-africaine menée contre l'Est-Africain allemand par la Force Publique congolaise encadrée par des officiers belges. Les pertes ont été:
 République démocratique du Congo (1914 Congo belge) : 5 000 militaires et 150 000 civils.

### France

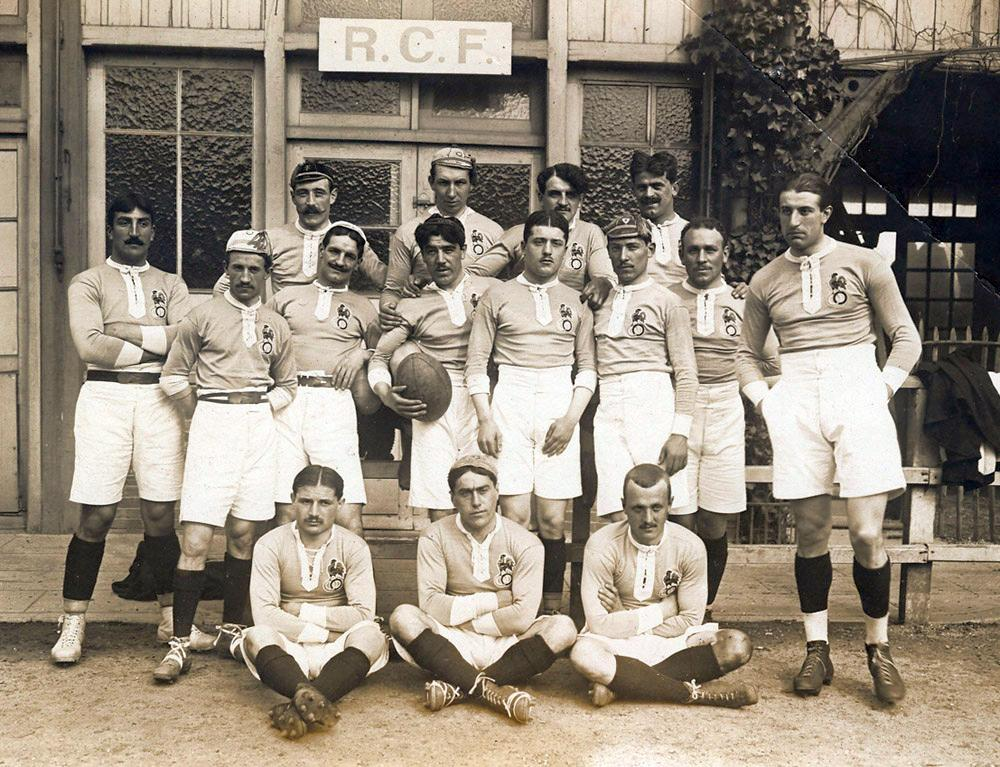
L'équipe de France de rugby à XV du 13 avril 1914 face à l'Angleterre. Des 30 joueurs présents, 11 trouveront la mort.

En 1918, la France sort victorieuse mais meurtrie par la guerre avec près de 1 400 000 soldats français décomptés morts (dont environ 1 327 000 « Morts pour la France »,), soit 27 % des 18-27 ans, le deuxième taux le plus élevé après la Serbie, qui voit 33 % de sa population (tout âge confondu) disparaître au cours de la Grande Guerre, soit 1 250 000 habitants.
Parmi ces morts, on dénombre, selon les sources, entre 70 000 et 98 000 soldats coloniaux, représentant entre 5 et 7 % du total des pertes militaires françaises. Ces chiffres ne prennent pas en considération le nombre de victimes de la grippe espagnole. Certains historiens, et militaires, parlent de 2 000 000 de soldats français morts aux combats (sans les coloniaux et les disparus) entre 1914 et 1918 (et sans les chiffres de la grippe espagnole). Ce chiffre fut régulièrement évoqué par les associations d'anciens combattants de la guerre de 1914-1918. Sur les monuments aux morts, la liste des morts est souvent incomplète, et par exemple, les disparus ou fusillés des mutineries, ou d'autres exécutions sommaires (ex : refus d'obéir à un ordre) n'y figurent pas.
Pour ce qui concerne les grandes batailles (par exemple : les batailles de Verdun ou de la Somme), les chiffres des bilans humains peuvent varier d'une source à une autre, avec des différences de parfois plusieurs dizaines de milliers de personnes.
Les différences sont aussi flagrantes pour ce qui concerne des noms inscrits sur des monuments dans des communes : par exemple, dans une même commune, des noms manquent sur le monument d'un ou plusieurs cimetières, des noms qui ne figurent pas sur tel monument se retrouvent dans une église, inscrits sur un cénotaphe, et cas les plus flagrants, les noms des disparus sont souvent oubliés.
À la suite d’un travail de dépouillement qui n’avait jamais été réalisé de manière systématique dans les archives des conseils de guerre, les dossiers de procédure et les minutes de jugement conservés au Service historique de la Défense à Vincennes, à ce jour on recense 1010 fusillés et exécutés sommaires – militaire ou civil, français ou étranger – par la justice militaire française au cours du conflit, pour quel que motif que ce soit, aussi bien au front qu’à l’arrière, relevant aussi bien de cas de désobéissance militaire que d’affaires d’espionnage ou de droit commun. Du fait des lacunes causées par les aléas de l’histoire, qui ont pu être en partie compensées par le fichier des militaires morts de la Première Guerre mondiale, tous les fusillés connus ne sont pas documentés. Pour cette même raison, le corpus est susceptible de s'enrichir
Plus de 300 000 soldats français ont été portés disparus et le plus grand nombre n'a jamais été retrouvé. L'association française La Main de Massiges estime à 700 000 le nombre de soldats français portés disparus.  Après la guerre, il fallait prouver la mort d'un soldat disparu, souvent par décision judiciaire. Plus de 670 000 corps de soldats, toutes nationalités confondues, seraient encore disparus et enterrés anonymement sur le front occidental.

#### Colonies françaises
Les estimations ont été faites par un journaliste russe dans un manuel de 2004 sur les pertes en vies humaines durant le XXe siècle. Pertes totales des pays issus de l'Empire colonial français dans l'armée française : 81 000.
 Algérie (1914 Algérie française) : 38 550 (Mémoire des hommes)
 Vietnam, Laos, Cambodge (1914 Indochine française) : 12 000
 Mali (1914 territoire de l'Afrique-Occidentale française) : 10 000
 Maroc (1914 Protectorat français du Maroc) : 8 000
 Sénégal (1914 territoire de l'Afrique-Occidentale française) : 6 000
 Guinée (1914 territoire de l'Afrique-Occidentale française) : 2 500
 Madagascar : 2 500
 Bénin (1914 territoire de l'Afrique-Occidentale française) : 2 000
 Burkina Faso (1914 territoire de l'Afrique-Occidentale française) : 2 000
 République du Congo (1914 territoire de l'Afrique-Équatoriale française) : 2 000
 Côte d'Ivoire (1914 territoire de l'Afrique-Occidentale française) : 2 000
 Tunisie (1914 Tunisie française) : 2 000
 Tchad (1914 territoire de l'Afrique-Équatoriale française) : 1 500
 République centrafricaine (1914 Oubangui-Chari) : 1 000
 Niger (1914 territoire de l'Afrique-Occidentale française) : 1 000
 Gabon (1914 territoire de l'Afrique-Équatoriale française) : 500
 Inde (Établissements français dans l'Inde) : 195
Selon l'historien Pascal Blanchard, les pertes des « indigènes » des colonies françaises sont de 97 100 tués et disparus :
| Pays          | Mobilisés | Tués ou disparus | %  |
| ------------- | --------- | ---------------- | -- |
| Algérie       | 175 000   | 35 000           | 20 |
| Maroc         | 40 000    | 3 500            | 9  |
| Tunisie       | 86 900    | 10 500,          | 12 |
| Afrique noire | 180 000   | 25 000           | 14 |
| Madagascar    | 41 000    | 2 500            | 6  |
| Indochine     | 49 000    | 1 600            | 3  |

### Tchécoslovaquie
La Tchécoslovaquie faisait partie de l'Empire austro-hongrois durant la guerre. Les estimations ont été faites par un journaliste russe dans un manuel de 2004 sur les pertes en vies humaines durant le XXe siècle. Pertes totales : 185 000, incluant les 110 000 pertes militaires avec les forces austro-hongroises et les 45 000 morts en captivité. Les civils morts à cause de la famine et des maladies sont au nombre de 30 000. D'autre part les Légions tchécoslovaques ont combattu avec les Alliés pendant la guerre.

### Estonie
L’Estonie faisait partie de l'Empire russe pendant la guerre et plus de 100 000 Estoniens ont servi dans l'armée russe. 10 000 d'entre eux sont morts.

### Empire colonial allemand
Les estimations ont été faites par un journaliste russe dans un manuel de 2004 sur les pertes en vies humaines durant le XXe siècle. Total des pertes militaires : 17 000.
 Tanzanie (1914 territoire de l'Afrique orientale allemande) : 20 000
 Namibie (1914 territoire du Sud-Ouest africain allemand) : 10 000
 Cameroun (Kamerun) : 5 000
 Togo (1914 comme Togoland Allemand) : 2 000

### Royaume de Hongrie
Les estimations ont été faites par un journaliste russe dans un manuel de 2004 sur les pertes en vies humaines durant le XXe siècle. Pertes totales 385 000 : dont 270 000 militaires servant dans l'armée austro-hongroise et 70 000 morts en captivité. Les civils morts à cause de la famine et de maladie sont au nombre de 45 000.

### Irlande
L'Irlande faisait partie du Royaume-Uni durant la Première Guerre mondiale. Un total de 206 000 Irlandais ont servi dans l'armée britannique pendant la guerre. Le nombre de morts est de 27 405.

### Italie
Une étude réalisée par le démographe italien Giorgio Mortara en 1925, basée sur les chiffres officiels du gouvernement, estime à 651 000 les soldats italiens tués pendant le conflit : 378 000 tués au combat ou morts de leurs blessures, 186 000 morts de maladie et 87 000 personnes mortes entre le 12 novembre 1918 et le 30 avril 1920, à la suite de blessures subies pendant la guerre.
Les décès de civils, estimés à partir des statistiques de la population d'avant-guerre, ont été estimés à 1,021 million, dont 589 000 en raison de la malnutrition et des pénuries alimentaires et 432 000 en raison de la grippe espagnole.
Une initiative relativement récente, visant à commémorer le sacrifice des soldats italiens durant la Première Guerre mondiale, a été le « PROJET ISTORECO » (voir Association Culturelle Istoreco (Institut pour l’Histoire de la Résistance et de la Société Contemporaine de Reggio d’Émilie)"), par la numérisation et la réorganisation des données relatives à tous les soldats italiens tombés. Ce projet, réalisé à partir de 2008 par ISTORECO  et constamment élargi et mis à jour jusqu’à aujourd’hui (2025), a consisté en la création et l’enrichissement d’une base de données (BD) complète, contenant toutes les informations du Livre d’Or des “Militaires tombés pendant la Guerre Nationale 1915-1918” (Entreprise éditoriale commémorative promue par le gouvernement fasciste en 28 volumes, publiée en Rome,  selon le Décret Royal du 22 novembre 1925, n° 2130). La base de données a été mise en ligne via un site web accessible au public. Livre d’Or des Morts Italiens de la Grande Guerre (avec le parrainage du Ministère Italien de la Défense et d'autres institutions). Ce registre numérique offre au public un outil universel, perpétuel et d’usage commun, permettant un accès gratuit et facilité aux données de plus de 531 000 morts.
Les données collectées font l’objet de corrections, de mises à jour et d’intégrations continues, grâce à de nouvelles recherches ou à l’accès à de nouvelles sources par l’équipe éditoriale du site. Parmi les objectifs les plus remarquables du projet figure notamment la tentative de définir avec précision le lieu de sépulture de chacun des soldats enregistrés.

### Pologne
La Pologne a été partagée entre l'Allemagne, l'Autriche-Hongrie et la Russie de 1795 à 1914 et ses habitants soumis à la mobilisation au même titre que les autres sujets. À la fin de l'année 1915, l'Allemagne et l'Autriche-Hongrie occupent la Pologne russe où ils proclament un « royaume de Pologne » sans y introduire de nouvelle mobilisation. Une étude polonaise de 2005 estime que 3,4 millions de Polonais ont servi dans les Forces armées des puissances dominantes lors de la Première Guerre mondiale. Le nombre de morts, militaires et civils, dans les frontières de 1919 à 1939, a été estimé à 1 130 000. Les estimations suivantes de morts polonais ont été faites par un journaliste russe dans un manuel de 2004 sur les pertes en vies humaines au XXe siècle. Total : 640 000 morts, y compris les pertes militaires de 250 000 Polonais enrôlés de force dans les armées énumérées ci-dessous. Décès de prisonniers de guerre en captivité s'évalue au nombre de 20 000. Les pertes civiles dues à la guerre comprenaient 120 000 à cause des opérations militaires et 250 000 causés par la famine et les maladies.
Les Légions polonaises, formées de volontaires, ont servi soit aux côtés des Austro-Hongrois contre la Russie, soit aux côtés des Russes (Légion de Puławy (en)) ou des Français (Armée bleue).
 Autriche-Hongrie : 67 000
 Empire allemand : 87 000
 Empire russe : 96 000

### Royaume-Uni
L'armée de terre britannique a perdu 702 410 hommes et la marine 32 287 hommes.

### Empire britannique
Les estimations des pertes des soldats issus de l'Empire colonial britannique au cours de la Première Guerre mondiale ont été faites par un journaliste russe dans un manuel de 2004 sur les pertes en vies humaines durant le XXe siècle. Nombre total de militaires morts : 35 700. La Grande-Bretagne a également recruté, en plus de militaires, des travailleurs Indiens, des Chinois, des natifs de l'Afrique du Sud et des Égyptiens. Le CWGC rapporte que près de 2 000 travailleurs chinois (non inclus dans la liste ci-dessous) sont enterrés avec les soldats britanniques morts en France.
 Ghana (1914 Côte-de-l'Or (colonie britannique)) : 1 200
 Kenya (1914 Afrique orientale britannique) : 2 000
 Malawi (1914 Nyassaland) : 3 000
 Nigeria (1914 territoire de l'Afrique occidentale britannique) : 5 000
 Sierra Leone (1914 territoire de l'Afrique occidentale britannique) : 1 000
 Ouganda (1914 Uganda  : 1 500
 Zambie (1914 Rhodésie du Nord) : 3 000
 Seychelles (1914 Seychelles) : 397
 Inde (1914 Empire des Indes) : 64 000

### Thaïlande
Le Siam (actuelle Thaïlande) envoya un corps expéditionnaire de 1 284 volontaires sur le front français en 1917. 21 soldats perdirent la vie durant la guerre, dont 19 en France.

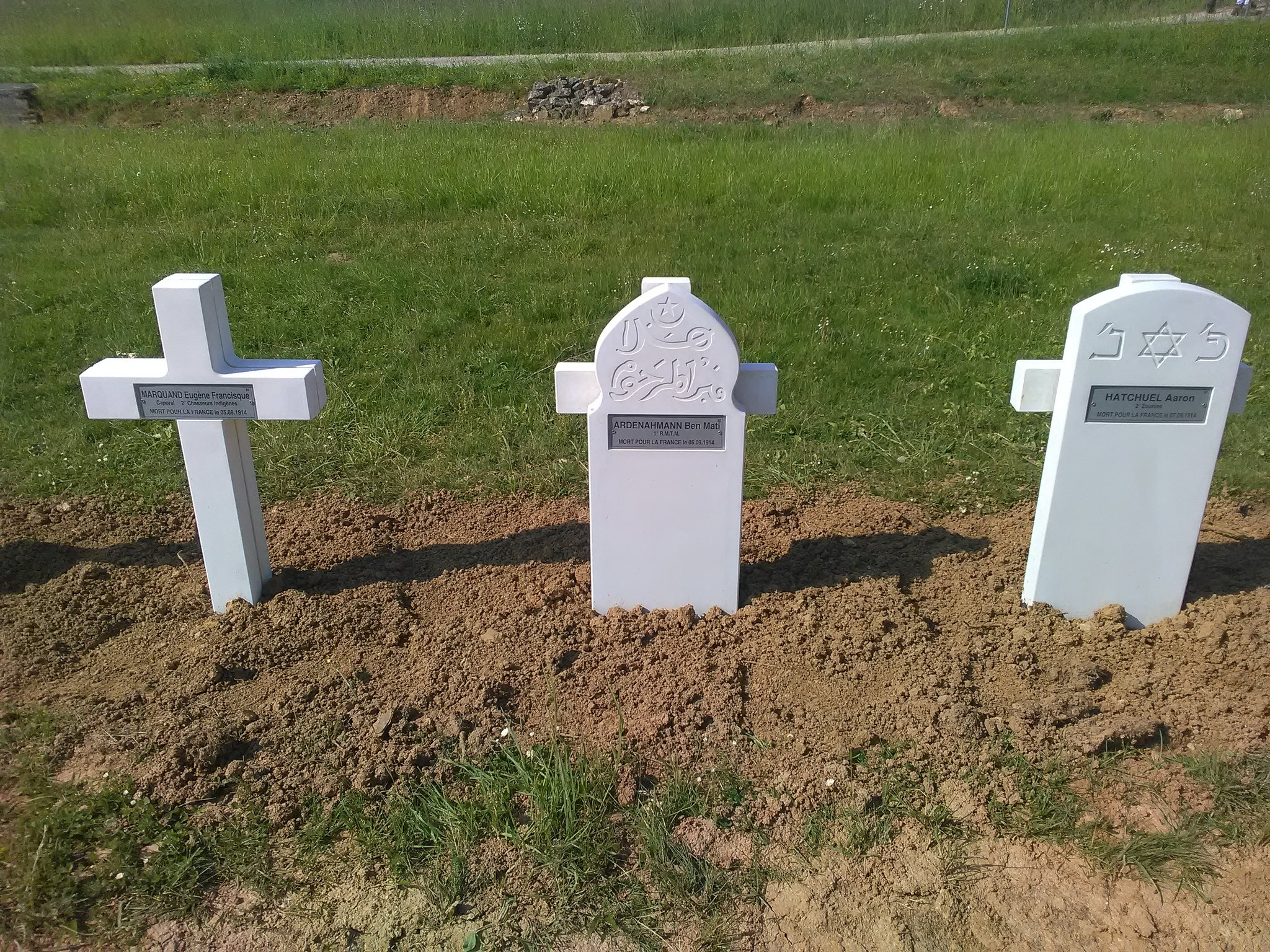
Trois tombes de soldats français de la 1re Guerre mondiale, enterrés à la nécropole française de Chambry

## Sources bibliographiques
- (en) Susanne Everett (trad. John Keegan), World War I : an illustrated history, New York, Exeter Books, 1984, 255 p. (ISBN 978-0-671-06933-9, OCLC 54105718).
- (en) Colin Nicolson, The Longman companion to the First World War : Europe, 1914-1918, Harlow, England New York, Longman, coll. « companion to history », 2001, 340 p. (ISBN 978-0-582-28983-3, OCLC 468998114).
- (en) Will Bird, The communication trench : anecdotes & statistics from the great war, 1914-1918, Ottawa, CEF Books, 2000, 150 p. (ISBN 978-1-896979-09-0, OCLC 797145217).
- (en) Spencer Tucker, Laura Matysek Wood et Justin D. Murphy, The European powers in the First World War : an encyclopedia, New York, Garland Pub, coll. « reference library of the humanities » (no 1483), 1996, 783 p. (ISBN 978-0-8153-3351-7, OCLC 40417794, lire en ligne).
- (de) Gerhard Hirschfeld, Gerd Krumeich, Irina Renz (Ed.), Enzyklopaedie Erster Weltkrieg, Paderborn, 2004  (ISBN 3-5067-3913-1) (article Kriegsverluste de Ruediger Overmans, p. 663-666).
- (en) Boris Urlanis, Wars and population, Moscou, 1971.
- (de) Boris Urlanis, Bilanz der Kriege, Berlin, 1965.
- (de) Heeres-Sanitaetsinspektion im Reichskriegsministeriums, Sanitaetsbericht über das deutsche Heer, (deutsches Feld- und Besatzungsheer), im Weltkriege 1914-1918, Volume 3, Sec 1. Berlin 1934.
- (en) Samuel Dumas, Losses of life caused by war, Carnegie Endowmefor International Peace, 1933.
- (en) Micheal Clodfelter, Warfare and armed conflicts : a statistical reference to casualty and other figures, 1500-2000, Jefferson, N.C, McFarland, 2001, 840 p. (ISBN 978-0-7864-1204-4, OCLC 48003215).
- (en) The War Office, Statistics of the military effort of the British Empire during the Great War 1914-1920, Uckfield, Sussex, The Naval & Military Press, 2015 (1re éd. 1922), 880 p. (ISBN 978-1-84734-681-0, OCLC 861311592).
- Michel Huber, La population de la France pendant la guerre, Paris, 1932, 1025 p. (OCLC 65817404).
- Émile Bujac (préf. Général P.E Bordeaux), Les campagnes de l'armée hellénique : 1918-1922, Charles-Lavauzelle, 1930 (OCLC 369128617).
- (en) Edward J Erickson (préf. General Hüseyin Kivrikoğlu), Ordered to die : a history of the Ottoman army in the First World War, Westport, CT, Greenwood Press, coll. « Contributions in military studies » (no 201), 2001, 265 p. (ISBN 978-0-313-31516-9, OCLC 43481698, lire en ligne).
- (en) The Commonwealth War Graves Commission Debt of Honour Register .
- (en) Randal Gray et Christopher Argyle, Chronicle of the First World War, vol. 2 : 1917-1921, New York, Facts on File, 1990, 383 p. (ISBN 978-0-8160-2595-4 et 978-0-816-02597-8, OCLC 27676309).
- (en) Carnegie Endowment for International Peace, Division of Economics and History, Leo Grebler et Wilhelm Winkler, The cost of the world war to Germany and to Austria-Hungary, 1940 (réimpr. 1968, 1971) (OCLC 876760590).
- (en) Martin Gilbert, Atlas of World War I, New York, Oxford University Press, 1994, 164 p. (ISBN 978-0-19-521077-4, OCLC 848726055).
- (en) Meirion Harries et Susie Harries, Soldiers of the Sun : The Rise and Fall of the Imperial Japanese Army, New York, Random House, 1991, 569 p. (ISBN 978-0-679-75303-2, OCLC 475858000).
- (it) G. Mortara, La Salute pubblica in Italia durante e dopo la Guerra, New Haven: Yale University Press 1925.
- (en) T. J. Mitchell et G.M. Smith, Medical services : casualties and medical statistics of the Great War, London Nashville, Tenn, Imperial War Museum, Dept. of Printed Books Battery Press, 1997, 382 p. (ISBN 978-0-89839-263-0, OCLC 932988993).
- (en) James Gelvin, The Israel-Palestine conflict : one hundred years of war, Cambridge England New York, Cambridge University Press, 2007, 296 p. (ISBN 978-0-521-88835-6, 978-0-521-71652-9 et 978-0-521-61804-5, OCLC 166315030, lire en ligne).
- (fr) L. Hersch, La mortalité causée par la guerre mondiale, Metron- The International Review of Statistics, 1927, Vol. 7.
- (en) John Ellis et Michael Cox, The World War I databook : the essential facts and figures for all the combatants, Londres, Aurum Press, cop, 2001, 323 p. (ISBN 978-1-85410-766-4, OCLC 470291054).
- (en) Leonard Ayers, The War With Germany- A Statistical Summary, US War Dept. 1919.
- (de) Österreichischen Bundesministerium für Heereswesen, Österreich-Ungarns letzter Krieg, 1914-1918, Vol. 7, Vienne 1938.
- (en) The Army Council. General Annual Report of the British Army 1912-1919. Parliamemtary Paper 1921, XX, Cmd.1193.
- (fr) L'Annuaire statistique de la Belgique et du Congo Belge 1915-1919, Bruxelles 1922.
- (en) World War I casualties - from Twentieth Century Atlas.
- (en) John Horne/Alan Kramer, German Atrocities, 1914  (ISBN 0-3000-8975-9).
- Antoine Prost, « Compter les vivants et les morts : l'évaluation des pertes françaises de 1914-1918 », Le Mouvement Social, no 222,‎ 2008, p. 41-60 (lire en ligne).
- https://www.memoiredeshommes.sga.defense.gouv.fr/fr/article.php?larub=211&titre=fusilles-de-la-premiere-guerre-mondiale